# Rhesala
Rhesala är ett släkte av fjärilar. Rhesala ingår i familjen nattflyn.

## Dottertaxa tillRhesala, i alfabetisk ordning[1]
- Rhesala albipars
- Rhesala albizziae
- Rhesala albolunata
- Rhesala asphalta
- Rhesala biagi
- Rhesala cervina
- Rhesala cineribasis
- Rhesala circuluncus
- Rhesala costiplaga
- Rhesala cyclostigma
- Rhesala diminutiva
- Rhesala erebina
- Rhesala figurata
- Rhesala formosana
- Rhesala goleta
- Rhesala grisea
- Rhesala imparata
- Rhesala inconcinnalis
- Rhesala inconspicua
- Rhesala irregularis
- Rhesala malayica
- Rhesala malgassica
- Rhesala moestalis
- Rhesala nasionalis
- Rhesala nigra
- Rhesala nigricans
- Rhesala nigriceps
- Rhesala nigromaculata
- Rhesala nyasica
- Rhesala punctilinea
- Rhesala punctisigna
- Rhesala ragazzii